# Port Talbot
Port Talbot è una città del Galles (Regno Unito) affacciata sulla costa orientale della baia di Swansea.
La città è sorta nel 1921 dall'unione dei villaggi di Margam, Cwmafan e Aberafan, ed è dominata dalla grande acciaieria Port Talbot Steelworks, una delle maggiori d'Europa, che dà lavoro a oltre 4000 persone.
Fu proprio Port Talbot che diede a Terry Gilliam l'ispirazione per la "città d'acciaio" che fa da sfondo a Brazil. 

## Sport

### Calcio
Le squadra principali della città sono il Port Talbot Town e l'Afan Lido Football Club.